# خوزه لانکون
خوزه لانکون (انگلیسی: José Loncón؛ زادهٔ ۴ ژوئن ۱۹۸۸) بازیکن فوتبال اهل آرژانتین است.